# 카토 마사미
카토 마사미(일본어: 加藤雅美, Katou Masami)는 일본의 여자 성우이다.

## 출연 작품

### TV 애니메이션
2008년
- 연희무쌍(원소)

2009년
- 진 연희무쌍(원소)

### OVA
2008년
- 연희무쌍 OVA 시리즈(원소)